# Gunnbjørn Fjeld
De Gunnbjørn Fjeld is met een hoogte van 3694 meter de hoogste berg (nunatak) van Groenland en ligt in het Watkins gebergte aan de oostkust tussen Ittoqqortoormiit en Tasiilaq. Het is de hoogste berg ten noorden van de poolcirkel.
De berg is genoemd naar Gunnbjørn, een Viking, die volgens een legende rond het jaar 875 Groenland ontdekte.
Sinds het begin van de jaren negentig vliegt een chartermaatschappij vanuit Akureyri op IJsland rechtstreeks op de gletsjers van het Watkins-gebergte. Hierdoor wordt de Gunnbjorn Fjeld elk jaar wel beklommen. In april 1997 bereikten de bergbeklimmers Ronald Naar, Coen Hofstede en Ekon Hartig als eerste Nederlanders de top. Dit was voor hen het startpunt van een skitocht van 975 kilometer over de ijskap naar het stadje Ilulissat aan de Groenlandse westkust.

## Andere beklimmingen
De eerste beklimming vond plaats op 16 augustus 1935 door een team van vijf personen. De tweede beklimming vond pas plaats in 1971 en de derde in 1987 omdat de berg in een ontoegankelijk gebied ca. 60 kilometer uit de kust ligt. De route naar Gunnbjørns Fjeld kan met hondensleden, skies of met vliegtuig of helikopter worden afgelegd. De klim naar de toppyramide verloopt over de zuidgraat (zoals bij de eerste beklimming) of over de noordoostgraat. Meestal wordt een deel van de route afgelegd door middel van toerskiën.
Op 18 augustus 2014 lukte het bij de Pittarak-expeditie door Arved Fuchs, de top te beklimmen door de deelnemers Pablo Besser, Cristian Donoso en Tim Frank. Voor de moeilijke route vanaf het schip Dagmar Aaen dat in de Jacobsen-fjord lag, over meerdere gletsjers, had het drietal 17 dagen nodig.
De eerste beklimming via de westwand lukte op 10 mei 2015 een Oostenrijks-Duitse groep bestaande uit Stefan Peer, Elke Bolduan, Achim Bamberger en Geri Winkler.

## Galerij

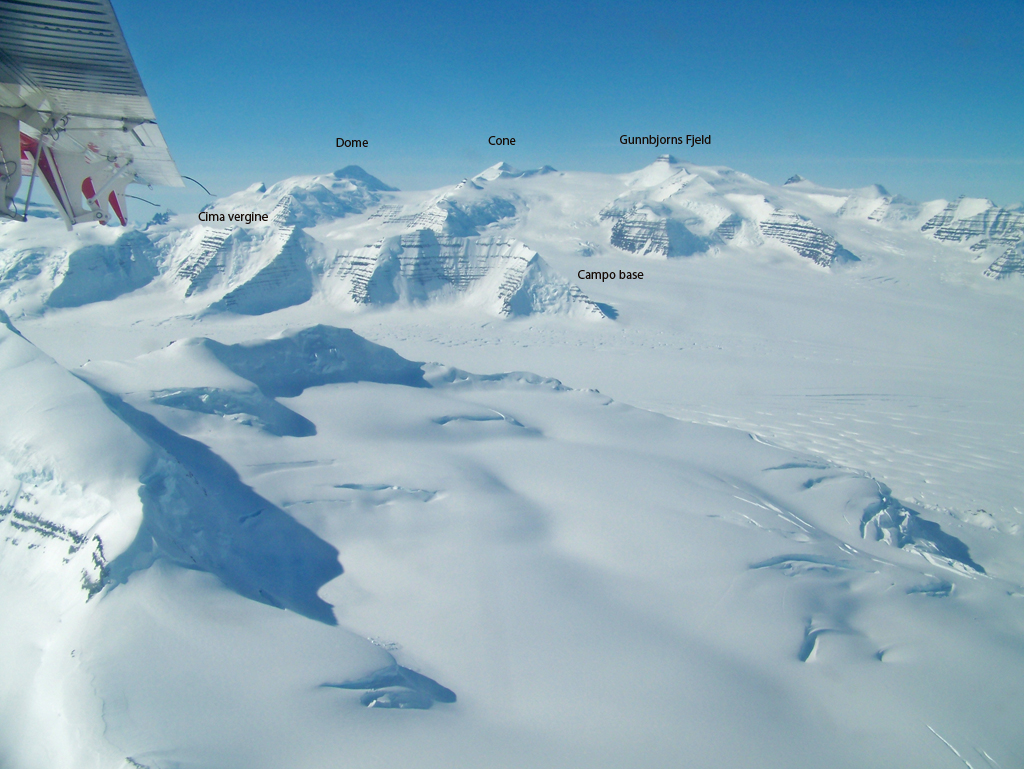
Watkinsgebergte met rechts Gunnbjørn Fjeld